# Jukka-Pekka Väyrynen
Pour les articles homonymes, voir Pekka.
Jukka-Pekka Väyrynen (né à Helsinki le 13 décembre 1961) est un karatéka finlandais surtout connu pour avoir remporté le titre de champion du monde de karaté en kumite individuel masculin moins de 60 kilos aux championnats du monde de karaté 1982 à Taipei, à Taïwan.

## Résultats
| Résultat      | Date | Épreuve                   | Catégorie | Compétition                | Ville hôte       |
| ------------- | ---- | ------------------------- | --------- | -------------------------- | ---------------- |
| Médaille d'or | 1982 | Kumite individuel - 60 kg | Seniors   | Championnats du monde 1982 | Taipei, à Taïwan |